# Der Diener (1963)
Der Diener (englisch: The Servant) ist ein britisches Filmdrama von Regisseur Joseph Losey aus dem Jahr 1963, basierend auf dem 1948 erschienenen Roman von Robin Maugham, mit Dirk Bogarde, Sarah Miles und James Fox in den Hauptrollen. Das British Film Institute wählte Der Diener im Jahre 1999 auf Platz 22 der besten britischen Filme des 20. Jahrhunderts.

## Handlung
Der junge Gentleman Tony, Spross einer wohlhabenden und angesehenen Familie, kehrt von einer Auslandsreise nach London zurück. Er kauft dort ein großes Haus, das allerdings komplett renoviert und eingerichtet werden muss – hierfür engagiert er den penibel und pflichtgetreu wirkenden Hugo Barrett als seinen Diener. Tony ist begeistert von seinem Diener, der seine Aufgaben stets korrekt ausführt und Tony selbst die kleinsten Wünsche erfüllt. Seine Verlobte Susan ist eher misstrauisch, da sie Barretts unterwürfiges und altmodisches Auftreten merkwürdig findet. Eines Abends werden sie und Tony in leidenschaftlicher Umarmung von Barretts Eintreten gestört. Der Butler beteuert, dass dieses Missgeschick versehentlich war, doch Susan ahnt richtigerweise etwas anderes. Längst hat Barrett sich seinem Meister unentbehrlich gemacht und kennt alle seine Geheimnisse.
Barrett kann Tony überzeugen, auch seine angebliche Schwester – in Wirklichkeit allerdings Geliebte – Vera als Dienstmädchen in ihr Haus aufzunehmen. An einem Abend ist das Dienstmädchen mit Tony alleine im Haus und es entwickelt sich eine Affäre. Tony versucht die Affäre vor Barrett zu verheimlichen, der diese allerdings schon die ganze Zeit geplant hatte. So verliert auch Susan, die Barrett mit herrischen Befehlen einzuschüchtern versuchte, zunehmend ihren Einfluss auf Tony. Als Tony und Susan eines Abends ungeplant nach Hause kommen, überraschen sie das angebliche Geschwisterpaar, wie sie sich in Tonys Bett vergnügen. Tony entlässt daraufhin Barrett, doch da dieser Andeutungen über die Affäre zwischen seinem Meister und Vera macht, verlässt auch Susan ihren Verlobten.
Tony ist ohne Barrett allerdings völlig hilflos und sehnt sich nach ihm, das zuvor geordnete Haus verkommt und er verfällt immer mehr dem Alkohol. Schließlich engagiert Tony seinen Butler zurück, der sich reumütig gibt und alle Schuld auf Vera schiebt, die sie beide betrogen habe. Nach Barretts Rückkehr in das Haus ist die Beziehung allerdings längst gekippt – er hält den Haushalt nicht sauber wie früher, stattdessen liefert er sich Streitereien mit Tony, wenn dieser ihm Anweisungen geben will. Das Machtverhältnis zwischen Diener und Hausherr ist geändert, zumal Tony inzwischen ganz Alkohol und anderen Drogen verfallen ist. Barrett sorgt auch dafür, dass Vera abermals in das Haus eingeführt wird.
Susan unternimmt einen letzten Versuch, Tony erneut für sich zu gewinnen, doch trifft ihn völlig unzurechnungsfähig auf einer dekadenten Hausparty an. Sie macht Barrett zunächst Vorwürfe, lässt sich allerdings dann aber einen Moment lang von diesem küssen, worauf Tony kaum eine Reaktion zeigt. Schließlich verlässt Susan ihn ganz und Barretts Dominanz über Tony ist nun gesichert.

## Hintergrund
Losey bemerkte später über seine Arbeit an dem Film: „The Servant ist der einzige Film, den ich in meinem Leben je gemacht habe, bei dem es von Anfang bis Ende keinerlei Einmischung gab, weder beim Buch, noch bei der Besetzung, bei der Montage, Musik oder irgendetwas anderem (...) Er ist gänzlich aus einem Stück“. Als Themen des Filmes benannte er Unterwürfigkeit sowie das Leben nach veralteten oder falschen Prinzipien: „Der Film berichtet über einen kleinen Herrn, der immer noch im 18. Jahrhundert lebt, hinter der Fassade eines Hauses, der aber weder den Wunsch noch den Willen hat, den Sprung ins 20. Jahrhundert zu wagen“. Dass er einen Diener bekommt, der nur nach außen den altmodischen Anschein hat und ihn tatsächlich betrügt, sei daher konsequent.
The Servant war das erste Filmdrehbuch von Harold Pinter, der sich wenige Jahre zuvor durch sein Stück Der Hausmeister (The Caretaker) einen Namen gemacht hatte. In diesem übt die Figur des Landstreichers, der zum Hausmeister ernannt wird, ebenfalls einen Einfluss auf seinen jungen, schwach erscheinenden Herren aus. The Caretaker und The Servant ähneln sich daher nicht nur vom Titel und werden öfter miteinander verglichen.

## Kritiken
„Joseph Loseys Psycho-Drama ist eine stilistisch meisterhaft ausgefeilte, in Bildwirkung und dramaturgischem Aufbau präzise berechnete Parabel über die moralische Schwäche des gehobenen Bürgertums, die Brüchigkeit seiner Konventionen, den Verfall seines Selbstbewußtseins."“

„Es ist ein Film über Besitzansprüche; nicht nur, wer was besitzt, sondern wer wen besitzt.“

In seinem Text „Der perfekte Service“ nennt Fritz Göttler Der Diener ein meisterhaftes Kammerspiel mit homoerotischen Untertönen und einen kühnen Klassiker des queeren Kinos. In Barrets perfektem Service für Tony erkennt Göttler fast eine subtile Form der Prostitution. Er entdeckt viele Erzählebenen in einer Studie über Macht, Männlichkeit und Homosexualität, in der Dirk Bogarde und James Fox durch eine düstere, obsessive Beziehung verbunden sind.